# Quickline
Quickline (англ. Quickline) — система скоростного автобуса в Хьюстоне (Техас, США). Система открыта 1 июня 2009 года и насчитывает 8 остановок. У Quickline только один маршрут — 402. Протяжённость маршрута — 14,5 км. Система управляется компанией METRO, которая также управляет автобусным и трамвайным сообщениями в Хьюстоне.

## Особенности системы
Эта транспортная система имеет множество преимуществ перед обычной городской автобусной системой.
Если 14,5 км проехать на любом обычном автобусе — выйдет 52 минуты, на Quickline — 38 минут. Автобусы комфортабельные — тихие, с мягкими сидениями. Остановки также более комфортные, на них установлены электронные табло с датой прибытия автобуса.

## Пользование
Система работает только в часы пик:

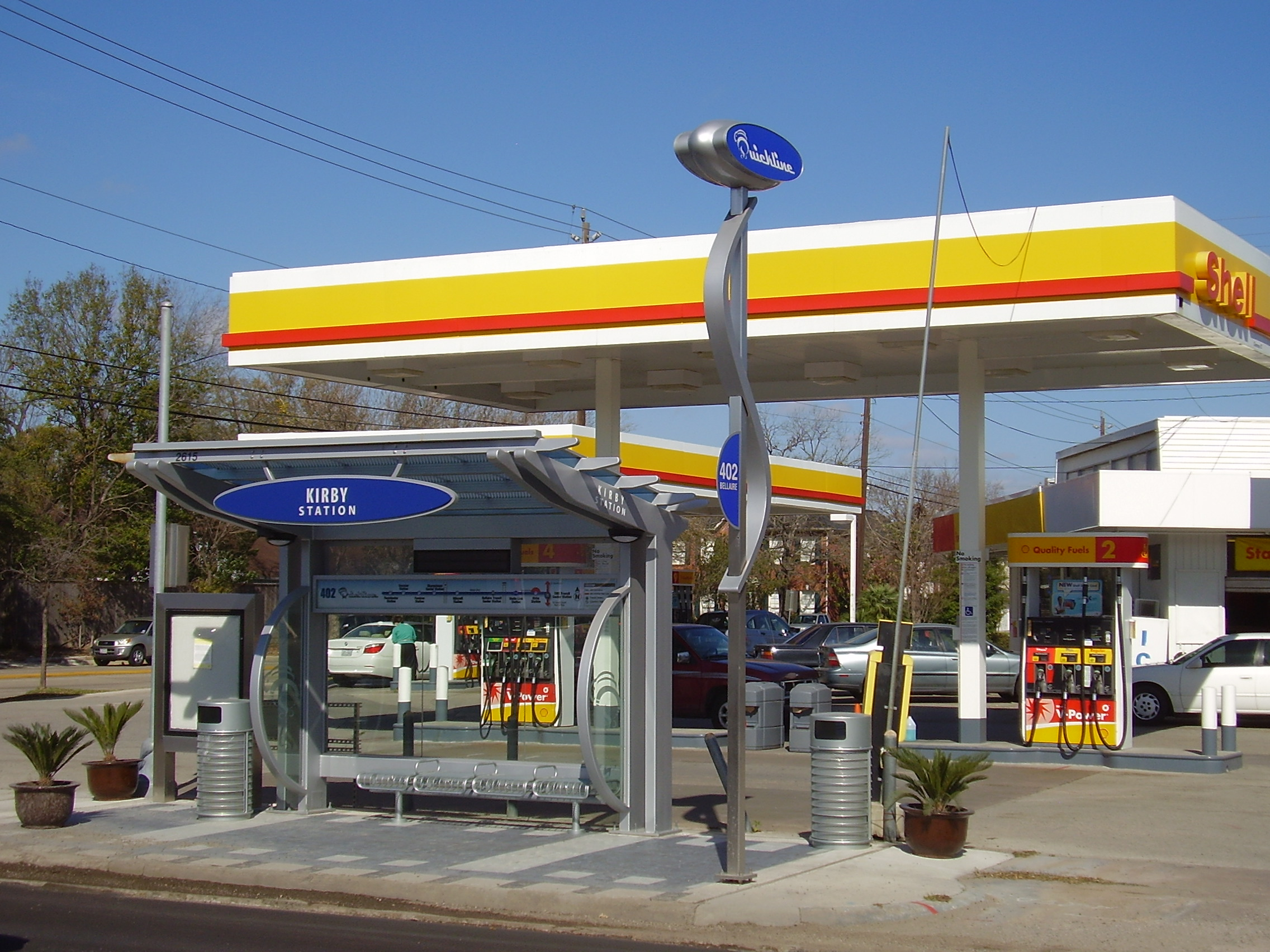
Остановка «Kirby Station»

в западном направлении с 6:00 до 9:00 и с 15:00 до 18:00; в восточном направлении с 5:45 до 9:00 и с 15:00 до 18:00. Интервал движения составляет 15 минут.
Цена проезда такая же, как и на обычном автобусе — 1,25 $.
Список остановок:
- Ranchester Station
- Gessner Station
- Fondren Station
- Sharpstown Center Station
- Hillcroft Station
- Bellaire Transit Center Station
- Stella Link Station
- Kirby Station
- TMC Transit Center Station